# アルセニオ・イグレシアス
アルセニオ・イグレシアス・パルド（Arsenio Iglesias Pardo、1930年12月24日 - 2023年5月5日）は、スペイン、アルテイショ出身の元サッカー選手および元指導者。
監督時代は主にデポルティーボ・ラ・コルーニャを指揮し、1990年代以降のクラブ黄金期の基礎を作った。

## 概要
現役時代は、デポルティーボ・ラ・コルーニャなどスペイン国内のクラブでプレーし、リーガ・エスパニョーラで合計50得点を挙げた。1966年にアルバセテ・バロンピエで現役を引退した後は指導者としての道を歩んだ。
デポルティーボの監督を歴任し、1990-91年シーズンに1部昇格させてからはクラブの躍進が始まり、黄金時代の基礎を作りに貢献する。1995年には初のコパ・デル・レイ優勝に導いた。晩年は、フェルナンド・バスケスと共同でサッカーガリシア代表に就きキャリアを終えている。
1993年、1995年と2度ドン・バロン・アワードの最優秀監督に選出。2016年には、デポルティーボの功労者として特別な表彰を授与されている。
2023年5月6日、死去。92歳没。

## 所属クラブ
- 1950-1951  デポルティーボ・ファブリル
- 1951-1957  デポルティーボ・ラ・コルーニャ
- 1957-1958  セビージャFC
- 1958-1961  グラナダCF
- 1963-1965  レアル・オビエド
- 1965-1966  アルバセテ・バロンピエ

## 指導歴
- 1967-1971  デポルティーボ・ラ・コルーニャB
- 1971-1973  デポルティーボ・ラ・コルーニャ
- 1973-1977  エルクレスCF
- 1977–1978  レアル・サラゴサ
- 1978-1979  ブルゴスCF
- 1980-1981  ADアルメリア
- 1981-1982  エルチェCF
- 1982-1985  デポルティーボ・ラ・コルーニャ
- 1987-1989  デポルティーボ・ラ・コルーニャ
- 1990-1995  デポルティーボ・ラ・コルーニャ
- 1996  レアル・マドリード
- 2005-2008  サッカーガリシア代表

## 獲得タイトル

### 監督時代
レアル・サラゴサ
- セグンダ・ディビシオン（1977–78シーズン）

デポルティーボ・ラ・コルーニャ
- コパ・デル・レイ（1994–95シーズン）

### 個人
ドン・バロン・アワード
- 最優秀監督（1993年、1995年）